# Большой Турыш
Большой Турыш — село в Красноуфимском округе Свердловской области. Управляется Большетурышским сельским советом.

## История
Село было основано татарами, которые переселились из Симбирской губернии и Чистопольского уезда Казанской губернии. Первого поселенца звали Тореш бабай. Здешних жителей называли «конгыр татарлары» — кунгурские татары.

## География
Населённый пункт расположен на правом берегу реки Иргина в 18 километрах на северо-северо-запад от административного центра округа — города Красноуфимск.

### Часовой пояс
Большой Турыш как и вся Свердловская область, находится в часовой зоне МСК+2. Смещение применяемого времени относительно UTC составляет +5:00.

## Население
| 2002 | 2010 | 2012 | 2021 |
| ---- | ---- | ---- | ---- |
| 558  | ↘555 | ↗584 | ↘448 |

## Инфраструктура
Село разлелено на 10 улиц (Гагарина, Комсомольская, М. Джалиля, Молодёжная, Набережная, Новая, Октября, Советская, Совхозная, Трактовая) и три переулка (Комсомольский, Набережный, Советский).